# 楢岡美和
楢岡 美和（ならおか みわ、1994年8月15日 - ）は、東京都江戸川区出身の元女子プロ野球選手、、日本代表（外野手）。

## 経歴

### プロ入り前
小学1年生の時に4歳年上の兄を見て、江戸川区の学童野球チーム「椿パワーズ」に入団。江戸川区の学童女子野球チーム「オール小岩女子」を兼部。
埼玉栄中学へ入学し、「埼玉栄高校女子硬式野球部」で高校生と同じメニューをこなす。投手や野手として活躍。毎朝5時半起床で都内の自宅から2時間かけて学校に通う。
2009年7月17日、国際女子野球大会に参加。アメリカ代表相手に被安打4、5奪三振で完封勝利した。
2011年 、「第1回女子野球ジャパンカップ」において埼玉栄高校の一員として初代チャンピオンに貢献。
2012年、日本女子プロ野球機構の入団テストを受験し合格した。

### アストライア時代
2013年、イースト・アストライアへの入団が決定。25試合に出場し打率.293、4割近い出塁率を記録。初出場は2013年4月13日ティアラカップ高知大会、対サウス・ディオーネで、植村美奈子から初安打、初打点となる中前打を放つ。
2014年、敢闘賞（打者部門）受賞。打率.313はリーグ9位。クリーンナップに定着。2014年9月19日、明治神宮野球場での対ノース・レイア戦で、延長9回表0-0での登板し1回無失点で初勝利も記録した。
2015年、打率.250に下げたが、打点リーグ4位、勝利打点リーグ3位タイと勝負強さを見せる。
2016年、元西武ライオンズの片平晋作が直伝した一本足打法にフォームを改造。キャリアハイの打率.366を記録し、最多安打、最多本塁打を獲得し、ベストナイン、ゴールデングラブを受賞。また、打点は1打点差、得点は1点差でリーグ2位、勝利打点と出塁率はリーグ3位を記録。6月5日兵庫ディオーネ戦では、宮原臣佳から通算100安打目の右越え二塁打で先制し、守備でもライトゴロを2つ決めるなど攻守に躍動。7月16日、後期開幕戦の川口市営球場での兵庫戦では、泉由有樹から女子野球では珍しい自身初の柵越え本塁打を放った。7月に月間MVPを初受賞すると、9月にも受賞した。
2017年、キャプテンに就任。昨年に続き、ベストナイン、ゴールデングラブ受賞。打点も2年連続リーグ2位。勝利打点はリーグ2位。勝負強い打撃で打点を積み重ね、自身の安打数や打点記録を大きく塗り替え、大きな成長をうかがわせた。10月14日、わかさスタジアムでの対京都フローラ戦では、植村美奈子から1死1,3塁の場面で三遊間を破る適時打で通算100打点を達成した。またこの勝利で埼玉は球団通算100勝目となり、ダブルメモリアル試合となった。
2018年、シーズンを通して活躍し、ベストナインを3年連続受賞した。4月8日に行われた片平晋作元監督追悼試合では、決勝打を放つ活躍を見せ、「片平さんの思いを受け継いで、その思いが届くような試合になったと思う」と天国の恩師に報告した。5月には月間MVPを受賞。「打撃部門すべてにおいて上位の成績をおさめ、また勝負強い打撃でチームの勝利に貢献した」と評価された。
2018年12月29日、プロ野球引退を発表し、2019年1月に退団。1月20日に「川端友紀選手＆楢岡美和選手 THANKS PARTY」をさいたま市のラフレさいたまで開催した。

### プロ退団後

#### エイジェック女子硬式野球部
プロ退団直後に社会人野球チームのエイジェック女子硬式野球部の選手として入団。背番号は10。キャプテンを務める。2019KWBFクラブ選手権大会で優勝。ヴィーナスリーグ3部優勝、首位打者に輝く。
2020年さくらカップ2020優勝、第15回全日本女子硬式クラブ野球選手権大会準優勝、クラブ・大学交流大会優勝、第1回東西選抜対抗交流戦に選出。
2021年1月に2024 WBSC女子野球ワールドカップに出場する日本代表に選出。女子野球大会3冠(伊予銀行杯 第17回全日本女子硬式野球選手権大会、ヴィーナスTOPリーグ、第16回全日本女子硬式クラブ野球選手権)を達成。第2回東西選抜対抗交流戦に選出。12月31日、エイジェックを退団。

#### 九州ハニーズ
2022年1月1日、川端友紀と九州ハニーズを設立。女子野球がまだ盛んではない地で女子野球を活性化し、根づかせていきたいとし、いつかはNPB球団・福岡ソフトバンクホークスの妹分的な存在にしたいと語った。

## 詳細情報

### 年度別打撃成績
| 年 度     | 球 団        | 試 合 | 打 席 | 打 数 | 得 点 | 安 打 | 二 塁 打 | 三 塁 打 | 本 塁 打 | 塁 打 | 打 点 | 盗 塁 | 盗 塁 死 | 犠 打 | 犠 飛 | 四 球 | 敬 遠 | 死 球 | 三 振 | 併 殺 打 | 打 率 | 出 塁 率 | 長 打 率 | O P S |
| --------- | ------------ | ----- | ----- | ----- | ----- | ----- | -------- | -------- | -------- | ----- | ----- | ----- | -------- | ----- | ----- | ----- | ----- | ----- | ----- | -------- | ----- | -------- | -------- | ----- |
| 2013      | アストライア | 25    | 69    | 58    | 10    | 17    | 3        | 1        | 0        | 22    | 10    | 0     | 0        | 0     | 1     | 7     | -     | 3     | 7     | 5        | .293  | .391     | .379     | .770  |
| 2014      | アストライア | 34    | 111   | 99    | 12    | 31    | 8        | 1        | 0        | 41    | 9     | 4     | 3        | 3     | 0     | 7     | -     | 2     | 7     | 2        | .313  | .370     | .414     | .784  |
| 2015      | アストライア | 48    | 150   | 120   | 75    | 30    | 10       | 0        | 0        | 40    | 22    | 6     | 0        | 11    | 1     | 10    | 8     | -     | 13    | 1        | .250  | .345     | .333     | .678  |
| 2016      | アストライア | 39    | 144   | 123   | 25    | 45    | 12       | 3        | 1        | 66    | 26    | 2     | 0        | 0     | 1     | 14    | -     | 6     | 3     | 3        | .366  | .451     | .537     | .988  |
| 2017      | アストライア | 47    | 179   | 159   | 29    | 52    | 9        | 3        | 0        | 67    | 33    | 5     | 0        | 4     | 3     | 9     | -     | 4     | 12    | 5        | .327  | .371     | .421     | .792  |
| 2018      | アストライア | 42    | 148   | 126   | 11    | 38    | 10       | 2        | 0        | 52    | 20    | 8     | 0        | 3     | 2     | 13    | -     | 4     | 6     | 3        | .302  | .379     | .413     | .792  |
| JWBL：6年 | JWBL：6年    | 235   | 801   | 685   | 102   | 213   | 52       | 10       | 1        | 288   | 120   | 25    | 3        | 21    | 8     | 60    | -     | 27    | 48    | 19       | .311  | .385     | .420     | .805  |

- 2018年度シーズン終了時。
- 「-」は記録なし。
- 各年度の太字はリーグ最高。

### 年度別投手成績
| 年 度     | 球 団        | 登 板 | 先 発 | 完 投 | 完 封 | 無 四 球 | 勝 利 | 敗 戦 | セ 丨 ブ | ホ 丨 ル ド | 勝 率 | 打 者 | 投 球 回 | 被 安 打 | 被 本 塁 打 | 与 四 球 | 敬 遠 | 与 死 球 | 奪 三 振 | 暴 投 | ボ 丨 ク | 失 点 | 自 責 点 | 防 御 率 | W H I P |
| --------- | ------------ | ----- | ----- | ----- | ----- | -------- | ----- | ----- | -------- | ----------- | ----- | ----- | -------- | -------- | ----------- | -------- | ----- | -------- | -------- | ----- | -------- | ----- | -------- | -------- | ------- |
| 2014      | アストライア | 7     | -     | 0     | 0     | -        | 1     | 0     | 0        | 0           | -     | -     | 7.7      | -        | 0           | -        | -     | -        | 1        | -     | -        | 6     | 5        | 4.61     | -       |
| 2015      | アストライア | 2     | -     | 0     | 0     | -        | 0     | 0     | 0        | 0           | -     | -     | 3        | -        | 0           | -        | -     | -        | 2        | -     | -        | 3     | 3        | 7.00     | -       |
| JWBL：6年 | JWBL：6年    | 9     | -     | 0     | 0     | -        | 1     | 0     | 0        | 0           | -     | -     | 10.7     | -        | 0           | -        | -     | -        | 3        | -     | -        | 9     | 8        | 5.28     | -       |

- 2018年度シーズン終了時。
- 「-」は記録なし。
- 各年度の太字はリーグ最高。

### タイトル
- 最多安打者：1回（2016年）
- 本塁打者：3回（2016年）
- ヴィーナスリーグ3部首位打者：1回（2019年）
- みやざきブーケンビリアカップ MVP（2022年）[48]
- 第3回 女子野球アジアカップ 最多打点（2023年）
- ホークスカップ クィーンズトーナメント MVP（2023年）[49]
- 第1回 福広マッチ 年間MVP 最多勝利投手、最高防御率、首位打者、最多打点、最高出塁率（2024年）[50]

### 表彰
- 打者部門 敢闘賞：1回（2014年）
- ベストナイン：3回（外野手部門：2016年、2017年、2018年）
- ゴールデングラブ賞：2回（外野手部門：2016年、2017年）
- 月間MVP：3回（2016年7・9月度、2018年5月度）
- 第17回全日本女子硬式クラブ野球選手権大会 優秀選手賞（2022年）[51]
- 福広マッチSMBCスペシャルゲーム(vs ジャイアンツ) ヒロイン（2024年）[52]
- WBSC女子野球ワールドカップ ベストナイン外野手（2024年）

### 記録
- 初出場、初安打、初打点：2013年4月13日、ティアラカップ高知大会、対サウス・ディオーネ（高知市営球場）、植村美奈子から中前打[11]。
- 初勝利：2014年9月19日、ヴィクトリアシリーズ東地区第18戦、対ノース・レイア（明治神宮野球場）、延長9回表から救援登板、1回無失点[14]。
- 100安打：2016年6月5日、ヴィクトリアシリーズ兵庫vs埼玉第3戦、対兵庫ディオーネ（ウインク球場）、宮原臣佳から右越三塁打[19][53]。
- 初本塁打：2016年7月16日、ヴィクトリアシリーズ埼玉vs兵庫第9戦(後期開幕戦)、対兵庫ディオーネ（川口市営球場）、泉由有樹から[21][22]。
- 100打点：2017年10月14日、ヴィクトリアシリーズ京都vs埼玉第20戦、対京都フローラ（わかさスタジアム（京都市西京極総合運動公園野球場））、植村美奈子から左前適時打[29][30]。
- 200安打：2018年8月7日、対愛知ディオーネ（高知市営球場）

### 代表歴
- 2021 WBSC女子野球ワールドカップ 日本代表 (2021年)　（中止）
- 第3回 女子野球アジアカップ 日本代表 (2023年)　最多打点賞受賞
- 2024 WBSC女子野球ワールドカップ 日本代表 (2023年 - 2024年)　ベストナイン外野手受賞

### 背番号
- 3（2013年 - 2018年）
- 10（2019年 - ）